# Quedes detingut
Quedes detingut (逮捕しちゃうぞ, Taiho Shichauzo) és una sèrie japonesa de manga seinen escrita i dibuixada per Kōsuke Fujishima. Es va publicar a les revistes Morning Party Zōkan i Morning, de Kodansha, entre el 1986 i el 1992. Està ambientada en una comissaria de policia de Sumida, a Tòquio, i barreja drama, acció i comèdia. Se n'han publicat set volums tankōbon i s'ha adaptat a l'anime amb una sèrie de tres temporades, tres OVA i una pel·lícula, tot animat per l'Studio Deen.
Televisió de Catalunya va emetre la primera temporada de la sèrie d'anime i els OVA l'any 2000 al Canal 33, dins del 3XL.net.

## Argument
Les protagonistes de la història són la Natsumi Tsujimoto i la Miyuki Kobayakawa, dues agents de la Policia Metropolitana de Tòquio, destinades a la comissaria fictícia de Bokuto, al barri de Sumida de Tòquio. La sèrie és episòdica i se centra en les relacions entre les protagonistes i la resta de personatges.

## Doblatge
| Personatge        | Veu japonesa    | Veu catalana (TVC)  |
| ----------------- | --------------- | ------------------- |
| Miyuki Kobayakawa | Akiko Hiramatsu | Ana Pallejà         |
| Natsumi Tsujimoto | Sakiko Tamagawa | Núria Trifol        |
| Ken Nakajima      | Bin Shimada     | Oriol Rafel         |
| Yoriko Nikaido    | Etsuko Kozakura | Marta Ullod         |
| Aoi Futaba        | Rica Matsumoto  | Maria Josep Guasch  |
| Capità            | Issei Masamune  | Antoni Forteza      |
| Shouji Tokairin   | Tomokazu Seki   | Francesc Figuerola  |
| Daimaru Nakajima  | Takeshi Aono    | Pep Torrents        |
| Striker           | Hideyuki Hori   | Joan Anton Ramoneda |
| Sena Wakabayashi  | Hiroko Konishi  | Joël Mulachs        |